# Consejo Federal de Farmacia
El Consejo Federal de Farmacia (en portugués: Conselho Federal de Farmácia) es el órgano representativo, regulador y fiscalizador de los profesionales farmacéuticos de Brasil. Existen Consejos Regionales de Farmacia en todos los estados de la federación. Tienen como misión defender al usuario del medicamento en el sistema de salud, garantizándole el acceso a la asistencia farmacéutica, al medicamento con calidad y a su uso de forma racional. Su misión es vigilar por la ética de la profesión farmacéutica, incluyendo todos sus campos de actuación, principalmente la producción y dispensa de medicamentos, los análisis clínicos y el área de alimentos. El Consejo Federal de Farmacia está presidido actualmente por el farmacéutico Walter da Silva Jorge João. 

## Historia
Los Consejos Federal y Regionales de Farmacia fueron creados por la ley 3 820, siendo sancionada el 11 de noviembre de 1960 por el entonces presidente Juscelino Kubitschek. Interesante informar que la formación del Consejo Federal de Farmacia se inició en el estado de Minas Gerais a través de los farmacéuticos que componían, en la época, la importante Asociación Minera de Farmacéuticos (AMF), siendo su dirigente el doctor Aluísio Pimenta, exrector de la Universidad Federal de Minas Gerais y exministro de Cultura.
Solamente podrá ejercer la profesión farmacéutica en el país, el farmacéutico inscrito en un Consejo Regional de Farmacia.

## Consejos Regionales de Farmacia de Brasil
Los consejos regionales tienen autonomía administrativa frente al Consejo Federal (CFF) por tratarse de una autarquía pública federal. He ahí los presidentes de cada Consejo Regional (en el bienio 2014-2020):
Acre - Tiarajú Paulo Mattos
Alagoas - Alexandre Correa dos Santos
Amapá - Márcio Silva de Lima
Amazonas - Jardel Inácio 
Bahía - Mário Martinelli Júnior
Ceará - Jacó Albuquerque Lopes Filho
Distrito Federal - Ozório Paiva Filho
Espíritu Santo - Gilberto da Penha Dutra
Goiás - Ernestina Rocha Sousa e Silva
Maranhão - Maria José Luna dos Santos da Silva
Minas Generales - Yula de Lima Merola
Mato Grosso del Sur - Ronaldo Abrão
Mato Grueso - Alexandre Henrique Magalhães
Pará - Daniel Jackson Pinheiro Costa
Paraíba -  Cila Estrela Gadelha de Queiroga
Pernambuco - Braúlio César de Sousa
Piauí -  Ítalo Rodrigues
Paraná - Arnaldo Zubioli
Río de Janeiro - Tania Maria Lemos Mouço 
Río Grande del Norte - Maria Célia Ribeiro Dantas de Aguiar
Río Grande del Sur - Silvana de Vargas Furquim
Rondônia - Eduardo Honda Rezende
Roraima - Adonis Motta Cavalcante
Santa Catarina -  Hortência Salett Muller Tierling
Sergipe -  Rosa de Lourdes Faria Mariz
São Paulo - Pedro Eduardo Menegasso
Tocantins - Maykon J. Paiva

## Plenario del Consejo Federal de Farmacia - CFF
La instancia máxima del CFF es su Plenario, instituido por la ley Federal de Brasil 3820 de 1960 y posteriormente modificado por la ley 9.120 de 1995. Un importante decreto federal que define y asegura el campo de actuación profesional del farmacéutico es el decreto 85 878 de 1981, que reglamentó la Ley 3 820.
El Plenario del CFF está constituido por tantos Consejeros Federales, que son elegidos en cada Estado de la Federación que ya ha instalado un Consejo Regional de Farmacia.
De acuerdo con la Ley 9 120, los Consejeros Federales de Farmacia son elegidos de forma directa por los farmacéuticos para un mandato de 4 años en su respectivo estado, a través de una lista compuesta con un suplente.
Los Consejeros Federales eligen, de forma indirecta, la dirección del Consejo Federal de Farmacia, que está compuesto de 4 miembros, para un mandato de 2 años.
De esta forma, estados que tienen un colegio de farmacéuticos muy grande como São Paulo, Minas Gerais y Río Grande del Sur eligen un Consejero Federal cada uno y tienen el mismo "peso político" que estados que tienen un colegio de farmacéuticos más pequeño.
Al Plenario del CFF le incumbe, entre otras materias, juzgar los procesos en grado de recurso a los Consejos Regionales y proponer y votar los proyectos de Resolución que rigen las actividades farmacéuticas.

## Atribuciones y principales actividades
Son atribuciones básicas del Consejo Federal de Farmacia y Consejos Regionales de Farmacia:
- Inscripción y habilitación de los profesionales farmacéuticos;
- Expedir resoluciones que se hagan necesarias para fiel interpretación y ejecución de la ley, definiendo o modificando atribuciones y cualificaciones de los profesionales farmacéuticos;
- Colaborar con autoridades sanitarias para una mejor calidad de vida del ciudadano;
- Organizar el Código de Deontologia Farmacéutica;
- Celar por la salud pública, promoviendo la difusión de la asistencia farmacéutica en el país.
- Fiscalizar el ejercicio profesional, a través de los Consejos Regionales de Farmacia;
- Prestar consultoría y asesoría de informaciones técnicas y jurídicas en el área farmacéutica;
- Ofertar informaciones sobre el uso racional de medicamentos, y esclarecer dudas, a través del Centro Brasileño de Información sobre Medicamentos.
- Promover y apoyar congresos, cursos y eventos científicos.

## Ética profesional de la clase de los farmacéuticos
Como todo profesión y principalmente las profesiones de la salud, el farmacéutico tiene su deontologia farmacéutica.
Hacer de la máxima "primum, non nocere" , que quiere decir " antes de todo, no causaré daño al paciente", es uno de los ideales del farmacéutico.
Los farmacéuticos son inscritos en los Consejos Regionales de Farmacia, de cada Unidad de la Federación, siendo sus actividades por ellos  reglamentados.
La ética profesional es un posicionamiento personal de todo farmacéutico, de ahí deriva la fiscalización del ejercicio profesional por el Consejo Federal de Farmacia y Consejos Regionales de Farmacia.
Para eso, se utiliza de las Resoluciones oriundas del Plenario del Consejo Federal de Farmacia, siendo la principal la Resolución 596, de 21 de febrero de 2014, que revoca la Resolución 417/2006 - el Código de Ética de la Profesión Farmacéutico - y tiene en su plenitud del bienestar del profesional y la seguridad para la sociedad de todas actividades farmacéuticas en el país.

## Misión y visión de los órganos
La visión del texto es oficial y engloba la misma sistémica, tanto en el órgano federal como en los provinciales.
El sistema CFF/CRF tiene como misión la valorización del profesional farmacéutico, visando a la defensa de la sociedad. Su visión es a de promover la asistencia farmacéutica en beneficio de la sociedad y en consonância con los derechos del ciudadano.

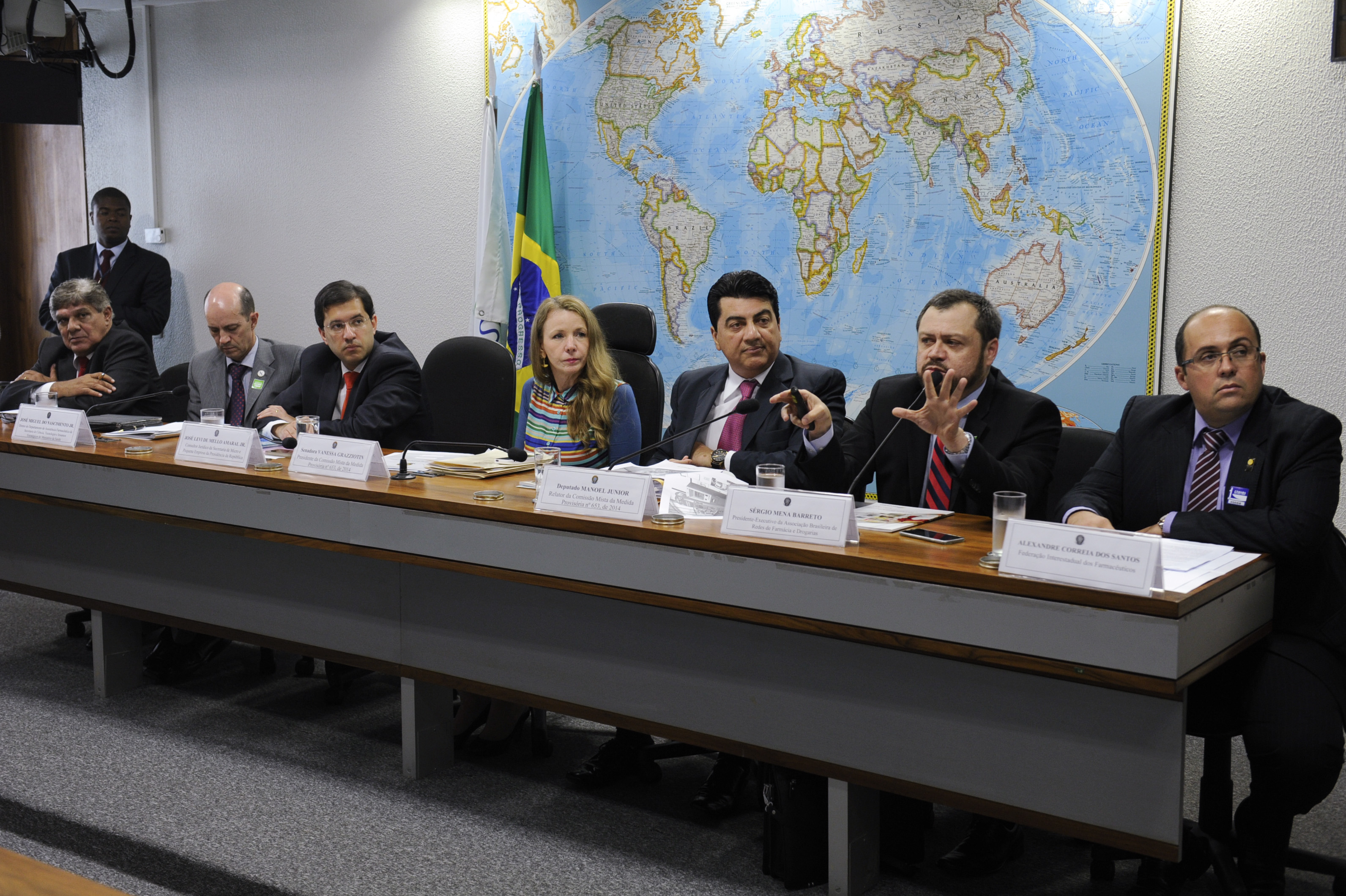
En la extrema izquierda, el presidente del Consejo Federal de Farmacia, Walter de Silva Jorge João, en audiencia pública en Senado Federal de Brasil